# 檀香属
檀香屬（Santalum）是檀香科下的一個屬，其下為各種檀香木。該屬的植物一般為喬木或灌木，它們會自己進行光合作用，但根系寄生在其他植物的根系上吸收水分和養料。該屬最著名的物種即檀香，其木富有濃香。

## 種

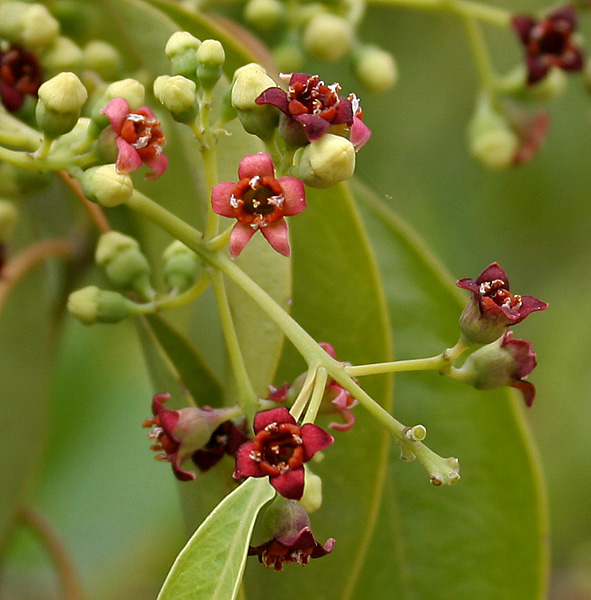
檀香的花

- 密花澳洲檀香（Santalum acuminatum） A.DC. — 澳大利亞
- 白檀香（Santalum album） L. — 印度、印尼、澳大利亞北部
- 新克里多尼亚檀香（Santalum austrocaledonicum） Vieill. - 新卡裡多尼亞、瓦努阿圖[1]
- 小笠原檀香（Santalum boninense） (Nakai) Tuyama - 波音群島、日本
- 夏威夷椭圆叶檀香（Santalum ellipticum） Gaudich. — 夏威夷[2]
- （已滅絕）智利檀香（Santalum fernandezianum） Phil. - 胡安·费尔南德斯群岛
- 夏威夷弗氏檀香（Santalum freycinetianum） Gaudich. — 夏威夷[3][4]
- 欖綠夏威夷檀香（Santalum haleakalae） Hillebr. — 夏威夷
- 大花澳洲檀香（Santalum lanceolatum） R.Br. — 澳大利亞
- 巴布亞檀香（Santalum macgregorii） F.Muell - 巴布亞新幾內亞、印尼
- 鈎葉澳洲檀香（Santalum murrayanum） C.A.Gardner — 澳大利亞
- 傘花澳洲檀香（Santalum obtusifolium） - 澳大利亞
- 亮葉夏威夷檀香（Santalum paniculatum） Hook. & Arn. — 夏威夷
- Santalum salicifolium—夏威夷
- Santalum spicatum(R.Br.) A.DC. — 澳大利亞
- 斐濟檀香（Santalum yasi） Seem. - 斐濟、紐埃、湯加[5]

## 外部連結
- Australian Quandong Industry Association （页面存档备份，存于）
- Australian Plants online: Santalum （页面存档备份，存于）
- Hawaiian Native Plants: Santalum （页面存档备份，存于）
- Merlin, Mark D.; Lex A.J. Thomson; Craig R. Elevitch.  (PDF). The Traditional Tree Initiative. April 2006  [2018-03-08]. （原始内容存档 (PDF)于2012-02-18）.
- . Native Hawaiian Plants. Kapiʻolani Community College. （原始内容存档于2010-06-10）.
- Thomson, Lex A. J.  (PDF). The Traditional Tree Initiative. April 2006  [2018-03-08]. （原始内容存档 (PDF)于2014-03-14）.